# MetroStars 2004
 Questa voce raccoglie le informazioni riguardanti il MetroStars nelle competizioni ufficiali della stagione 2004.

## Stagione
I MetroStars, guidati da Bob Bradley, terminarono il campionato al 3º posto di Eastern Conference e al 6º nella classifica generale, riuscendo a qualificarsi ai play-off, venendo però sconfitti in semifinale di Conference dal D.C. United. Nella U.S. Open Cup la squadra fu sconfitta all'esordio al quarto turno per mano dei Charleston Battery, club di A-League.

## Maglie e sponsor
| Casa | Trasferta |

## Rosa

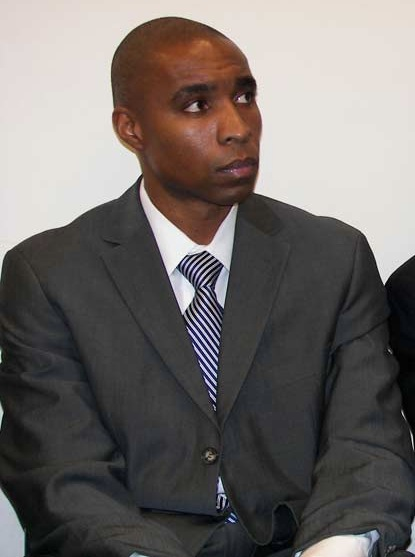
Eddie Pope, il capitano della squadra

| N. |                              | Ruolo | Calciatore        |
| -- | ---------------------------- | ----- | ----------------- |
| 1  | Stati Uniti (bandiera)       | P     | Johnny Walker     |
| 2  | Stati Uniti (bandiera)       | D     | Ricardo Clark     |
| 3  | Stati Uniti (bandiera)       | D     | Chris Leitch      |
| 7  | Stati Uniti (bandiera)       | A     | Mike Magee        |
| 8  | Stati Uniti (bandiera)       | C     | Mark Lisi         |
| 9  | Argentina (bandiera)         | A     | Sergio Galván Rey |
| 10 | Bolivia (bandiera)           | C     | Joselito Vaca     |
| 11 | Costa Rica (bandiera)        | C     | Pablo Brenes      |
| 12 | Stati Uniti (bandiera)       | D     | Jeff Parke        |
| 13 | Trinidad e Tobago (bandiera) | A     | Cornell Glen      |

| N. |                        | Ruolo | Calciatore            |
| -- | ---------------------- | ----- | --------------------- |
| 14 | Stati Uniti (bandiera) | D     | Kenny Arena           |
| 15 | Stati Uniti (bandiera) | A     | John Wolyniec         |
| 17 | Stati Uniti (bandiera) | D     | Joey DiGiamarino      |
| 18 | Stati Uniti (bandiera) | P     | Zach Wells            |
| 19 | Giamaica (bandiera)    | A     | Fabian Taylor         |
| 20 | Honduras (bandiera)    | C     | Amado Guevara         |
| 21 | Giamaica (bandiera)    | D     | Craig Ziadie          |
| 23 | Stati Uniti (bandiera) | D     | Eddie Pope (capitano) |
| 24 | Stati Uniti (bandiera) | D     | Eddie Gaven           |
| 30 | Uganda (bandiera)      | D     | Tenywa Bonseu         |

## Risultati

### Major League Soccer

#### Play-off
| Arbitro: | Stott |

|  |           |                             |
|  | Marcatori | 67’ Stewart 88’ Eskandarian |

| Arbitro: | Valenzuela |

|                       |           |  |
| Moreno 85’ Namoff 89’ | Marcatori |  |

### U.S. Open Cup
| Arbitro: | Okulaja |

|           |           |  |
| Klein 48’ | Marcatori |  |

## Statistiche

### Statistiche di squadra
| Competizione        | Punti | Totale | Totale | Totale | Totale | Totale | Totale | DR |
| Competizione        | Punti | G      | V      | N      | P      | Gf     | Gs     | DR |
| ------------------- | ----- | ------ | ------ | ------ | ------ | ------ | ------ | -- |
| Major League Soccer | 40    | 30     | 11     | 7      | 12     | 47     | 49     | -2 |
| Play-off            | -     | 2      | 0      | 0      | 2      | 0      | 4      | -4 |
| U.S. Open Cup       | -     | 1      | 0      | 0      | 1      | 0      | 1      | -1 |
| Totale              | -     | 33     | 11     | 7      | 15     | 47     | 52     | -7 |